# Магнаджи, Реувен
Реувен Магнаджи (ивр. ראובן מגנג'י‎, англ. Reuven Magnagey);  — израильский паралимпийский гребец. Участник летних Паралимпийских игр 2008, 2012 и 2016

## Биография
Реувен - инженер в области промышленной инженерии спортом никогда не занимался. К этому его привели печальные события. 9 апреля 2002 года, во время антитеррористической операции «Защитная стена», резервисты батальона Нахшон вошли в лагерь «палестинских беженцев» Дженин и наткнулись на засаду террористов. Против солдат были использованы десятки взрывных устройств и открыт огонь из автоматического оружия. 13 израильских солдат погибли во время боя. Реувен получил тяжёлое ранение в ногу и он единственный, кто остался в живых в том бою.
После реабилитационных мероприятий, стал посещать Бейт ХаЛохем, а затем начал заниматься греблей в Центре Даниэль на реке Яркон.

### Видео
| Реувен Магнаджи рассказывает о себе |

### Спортивная карьера
В 2008 году участвовал на Паралимпиаде в Пекине в классе четвёрки смешанные с рулевым. С 2009 по 2013 год выступал в паре с Ольгой Соколов.
В 2009 году участвовал на кубке мира в Германии (2009 World Rowing Cup II - Oberschleissheim/Munich, Germany), а в 2010 году на чемпионате мира по гребле в Новой Зеландии.
В 2012 году выступал Паралимпиаде 2012 в Лондоне.
В 2013 занял второе место на этапе кубка мира в Великобритании.
С 2014 года начал выступать в паре с Юлией Черной.
В 2016 году участвовал в третье Паралимпиаде.
Паралимпиада 2012
| Соревнование       | Спортсмены                    | Отборочная гонка | Отборочная гонка | Дополнительная гонка | Дополнительная гонка | Финал   | Финал |
| Соревнование       | Спортсмены                    | Время            | Квалификация     | Время                | Квалификация         | Время   | Место |
| ------------------ | ----------------------------- | ---------------- | ---------------- | -------------------- | -------------------- | ------- | ----- |
| двойки (смешанные) | Реувен Магнаджи Ольга Соколов | 4:18.45          | 6                | 4:20.20              | 4 Финал В            | 4:14.90 | 9     |